# Heterocerus pallidivestis
Heterocerus pallidivestis is een keversoort uit de familie oevergraafkevers (Heteroceridae). De wetenschappelijke naam van de soort werd voor het eerst geldig gepubliceerd in 1893 door Francisque Guillebeau.